# John Hough
John Hough (Londres, 21 de noviembre de 1943) es un director de cine y televisión inglés. Es conocido principalmente por su prolífica carrera en el cine fantástico y de terror, durante las décadas de 1970 y 1980.

## Carrera

### Comienzos
Su carrera comienza en la televisión británica en la década de 1960; debuta en el cine con la película Testigo ocular (1969), la cual narraba la historia de un fantasioso niño (Mark Lester, salido del éxito del musical Oliver) que es testigo de un asesinato. En 1972 comienza a rodar una coproducción europea que adaptaba la famosa historia de La isla del tesoro, con la poderosa presencia de Orson Welles en el personaje de Long John Silver, pero la película fue terminada por el italiano Andrea Bianchi.

### Hammer Films
Hough rueda posteriormente Drácula y las mellizas (Twins of Evil, 1972), un film de terror de la productora Hammer Films; la película supone una de las cumbres de la productora y de su director antes de que la Hammer cayera en decadencia a mediados de la década. El siguiente film fue su creación de culto, La Leyenda de la casa del infierno (1973), con Roddy McDowall, una terrorífica historia de fantasmas que muchos calificaron, y siguen calificando, de la mejor película de casas embrujadas de la historia. El filme le trajo bastante fama, las recaudaciones fueron favorables y recibió muy buenas críticas.

### Walt Disney
A partir de su éxito en el cine de terror de la hammer, Hough comenzó a trabajar con Walt Disney Productions, en títulos de cine fantástico para un público algo más familiar. La montaña embrujada (Escape to witch mountain, 1975) es un ejemplo de cine fantástico dirigido para toda la familia, protagonizado por Donald Pleasence y Eddie Albert, en el que unos niños con poderes huyen de agentes del gobierno que quieren darles caza; fue un éxito en taquilla, lo que llevó a rodar una secuela con Bette Davis, y dirigida otra vez por Hough: Los pequeños extraterrestres (1978).
Hough deja momentáneamente la Disney para rodar un thriller belicó: Objetivo: Patton (1979), protagonizado por Sophia Loren, John Cassavetes y Max von Sydow; el filme especula sobre la muerte del general George Smith Patton al poco de concluir la II Guerra Mundial, resultaba bastante irregular y pasó desapercibido.
Su vuelta a Disney en 1980 produjo una de sus películas más extrañas: Los ojos del bosque (The Watcher in the Woods); la película, que le reunió de nuevo con Bette Davis, resultó un fracaso de la Disney al intentar hacer un film de terror para toda la familia; se introdujeron cortes de metraje en la versión de Hough, hasta el cambio del desolador final original por un happy end, todo se resolvió con la despedida definitiva de Hough de la Disney. 

### Declive
En 1981 volvió al terror puro y duro con la controvertida The Incubus (El íncubo), un film protagonizado por John Cassavetes y que planeaba un espectáculo sangriento con una moraleja sobre la política; acaso se trate de la última película realmente lograda de Hough. Tras rodar capítulos de varias series de terror inglesas, Hough volvió a la dirección cinematográfica en 1986 con Biggles, una película de aventuras fantásticas con una trama de saltos en el tiempo entre la actualidad y la I Guerra Mundial. La película supuso la despedida cinematográfica del actor Peter Cushing, uno de los más representativos del cine fantástico británico.
Después de una tediosa secuela de Aullidos, Aullidos IV: Aldea maldita, rodada en tierras sudafricanas, Hough rodó la tétrica American Gothic, un film sangriento de psycho-killer protagonizado por los veteranos Yvonne de Carlo y Rod Steiger. Se trataba de un film típico de los años 80, que recordaba a otros seriales como Viernes 13. Tras otra frustrante experiencia con un rodaje que no concluyó, una versión de El fantasma de la ópera protagonizada por Robert Englund, Hough regresó de nuevo a la televisión británica en la década de los 90.

## Filmografía parcial

### Cine
- Testigo ocular (Eye Witness, 1969)
- La isla del tesoro (1972) (finalizada por Andrea Bianchi)
- Drácula y las mellizas (Twins of Evil, 1972)
- La leyenda de la casa del infierno (The Legend of Hell House, 1973)
- La montaña embrujada (Escape to witch mountain, 1975)
- Los pequeños extraterrestres (1978)
- Objetivo: Patton (Brass target, 1979)
- Los ojos del bosque (The Watcher in the Woods, 1980)
- Incubus (The Incubus, 1981)
- Biggles (1986)
- Aullidos IV: Aldea maldita (1988)
- American Gothic (1989)